# Teodoro Fernández
Teodoro Oswaldo Fernández Meyzán (ur. 20 maja 1913 w San Vicente de Cañete, zm. 17 września 1996 w Limie), piłkarz peruwiański, napastnik, uczestnik pierwszych finałów mistrzostw świata, igrzysk olimpijskich i mistrzostw Ameryki Południowej.
Przez wiele lat związany był z klubem Universitario de Deportes, w barwach którego sięgnął po pięć tytułów mistrzowskich, a także miał udział w powrocie do ekstraklasy w 1939.
Brat innego reprezentanta Peru Arturo Fernándeza.

## Kluby
- Universitario de Deportes (1929–1953)